# Eupithecia nonpurgata
Eupithecia nonpurgata là một loài bướm đêm trong họ Geometridae.